# Траутскирхен
Траутскирхен (њем. Trautskirchen) општина је у њемачкој савезној држави Баварска. Једно је од 38 општинских средишта округа Нојштат ан дер Ајш-Бад Виндсхајм. Према процјени из 2010. у општини је живјело 1.288 становника. Посједује регионалну шифру (AGS) 9575166.

## Географски и демографски подаци
Траутскирхен се налази у савезној држави Баварска у округу Нојштат ан дер Ајш-Бад Виндсхајм. Општина се налази на надморској висини од 340 метара. Површина општине износи 19,8 km². У самом мјесту је, према процјени из 2010. године, живјело 1.288 становника. Просјечна густина становништва износи 65 становника/km².